# Церква Успіння Пресвятої Богородиці (Коштіль)
Церква Успіння Пресвятої Богородиці (рум. Biserica ucraineană Adormirea Maicii Domnului din Coștiui) — історична пам'ятка, розташована на території села Коштіль, комуни Вишня Рівня, повіту Марамуреш.
Церква була побудована в 1775 році за згодою королеви Марії-Терезії на прохання тодішніх гірників. Церква побудована з каменю, в стилі бароко. Серед цінних культових предметів, що збереглися, значних розмірів хресна дорога і статуетка св. Антонія Падуанського. Деякі зміни та доповнення були внесені пізніше, наприклад іконостас. Церква присвячена «Успінню Пресвятої Богородиці» і відзначається щороку 28 серпня за юліанським календарем (старим стилем).
Після встановлення комуністичної влади греко-католицька парафія була скасована і приєднана до православної церкви, і так залишалося до 1990 року, коли о. Василе Удрічюк повернувся з усією громадою до греко-католицької церкви.

## Галерея

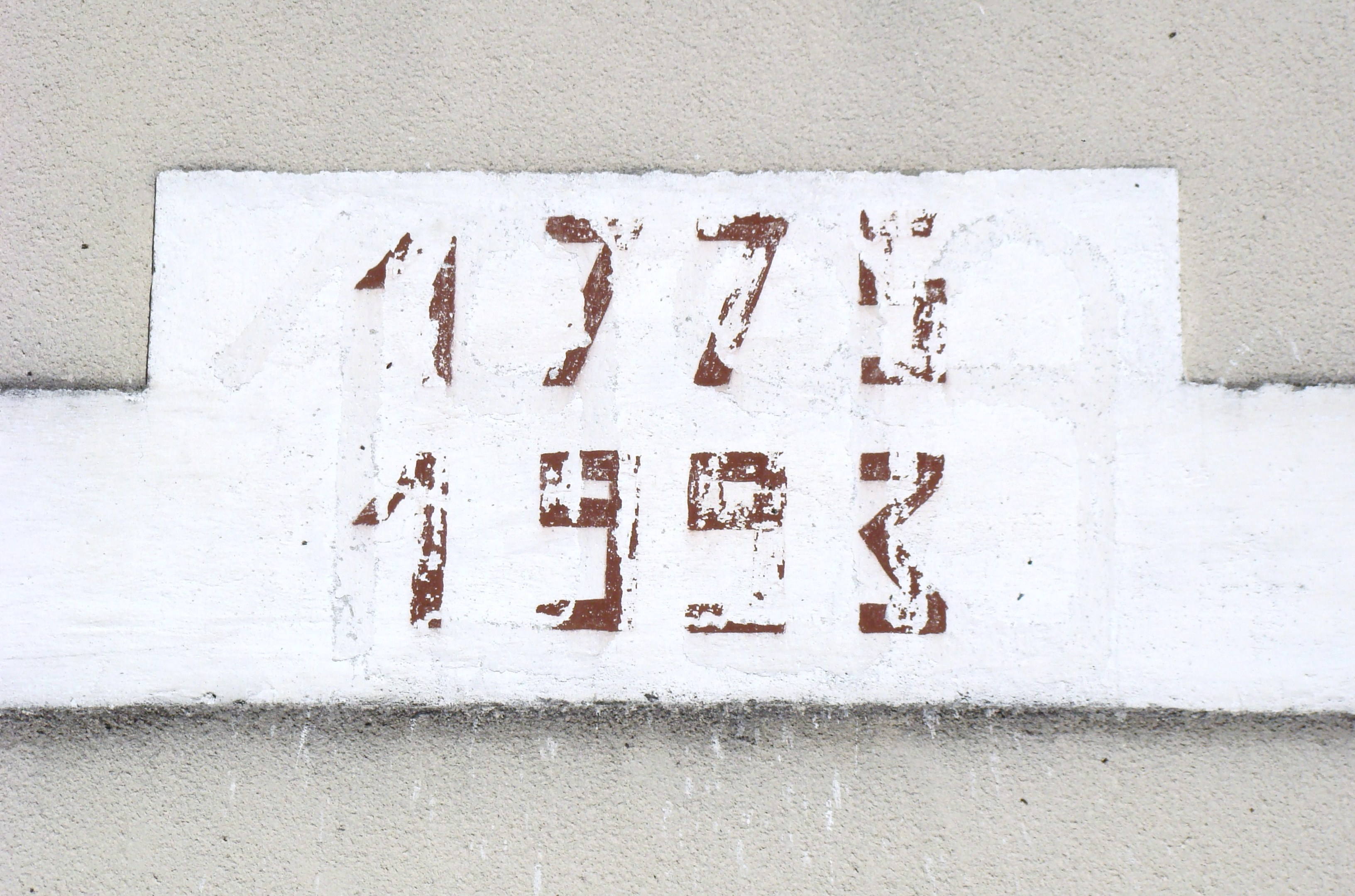
міні
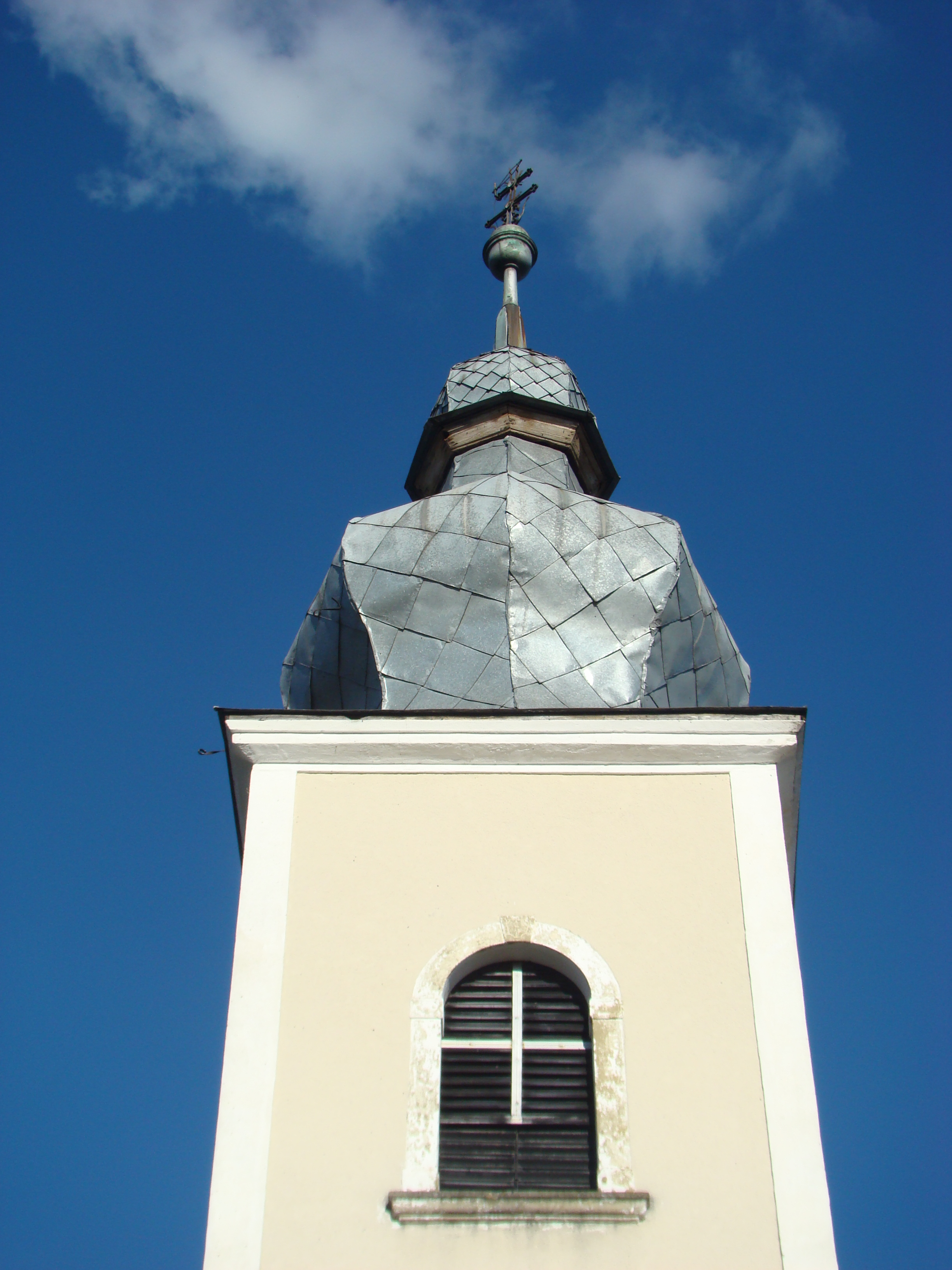
міні
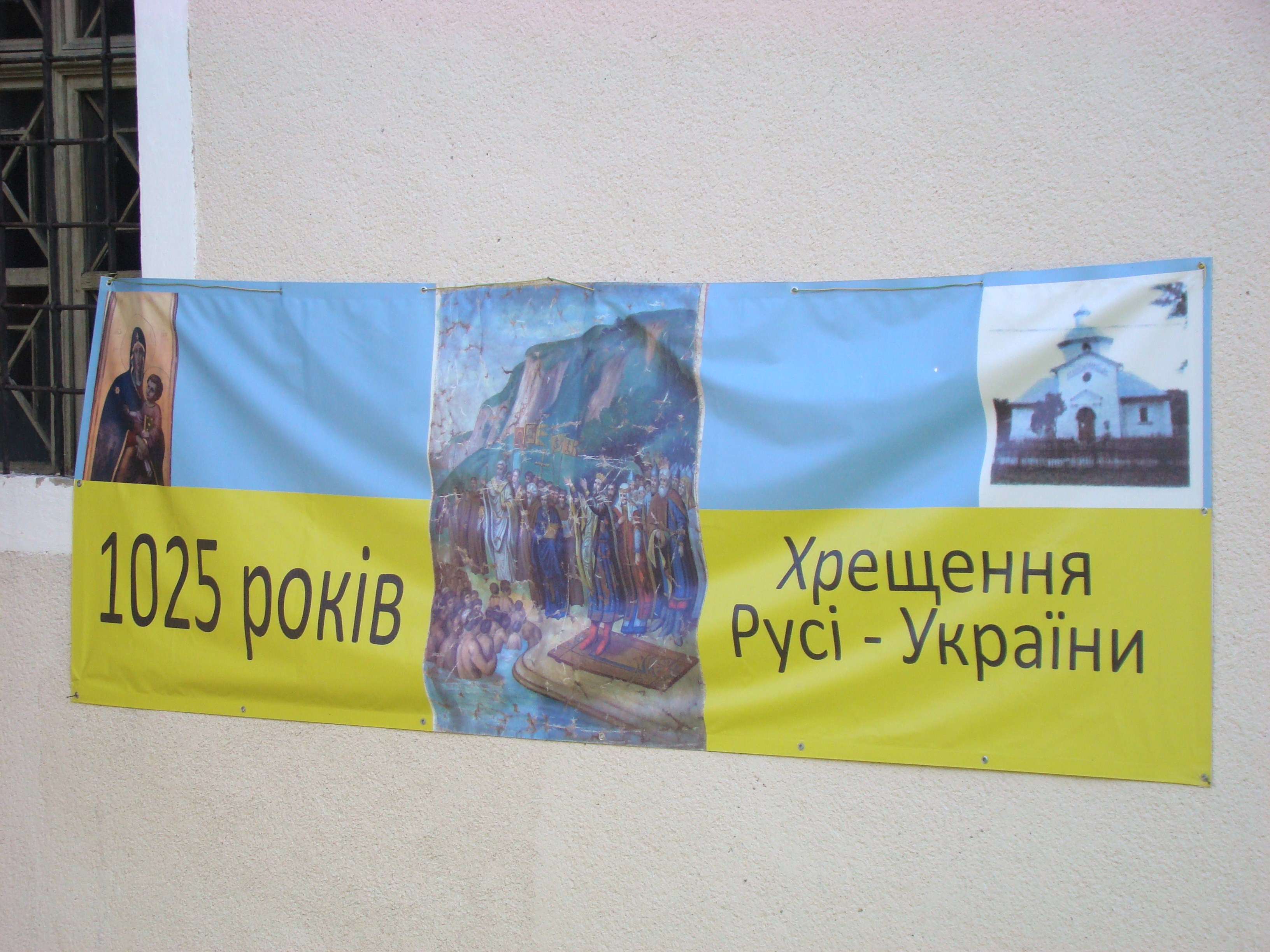
міні
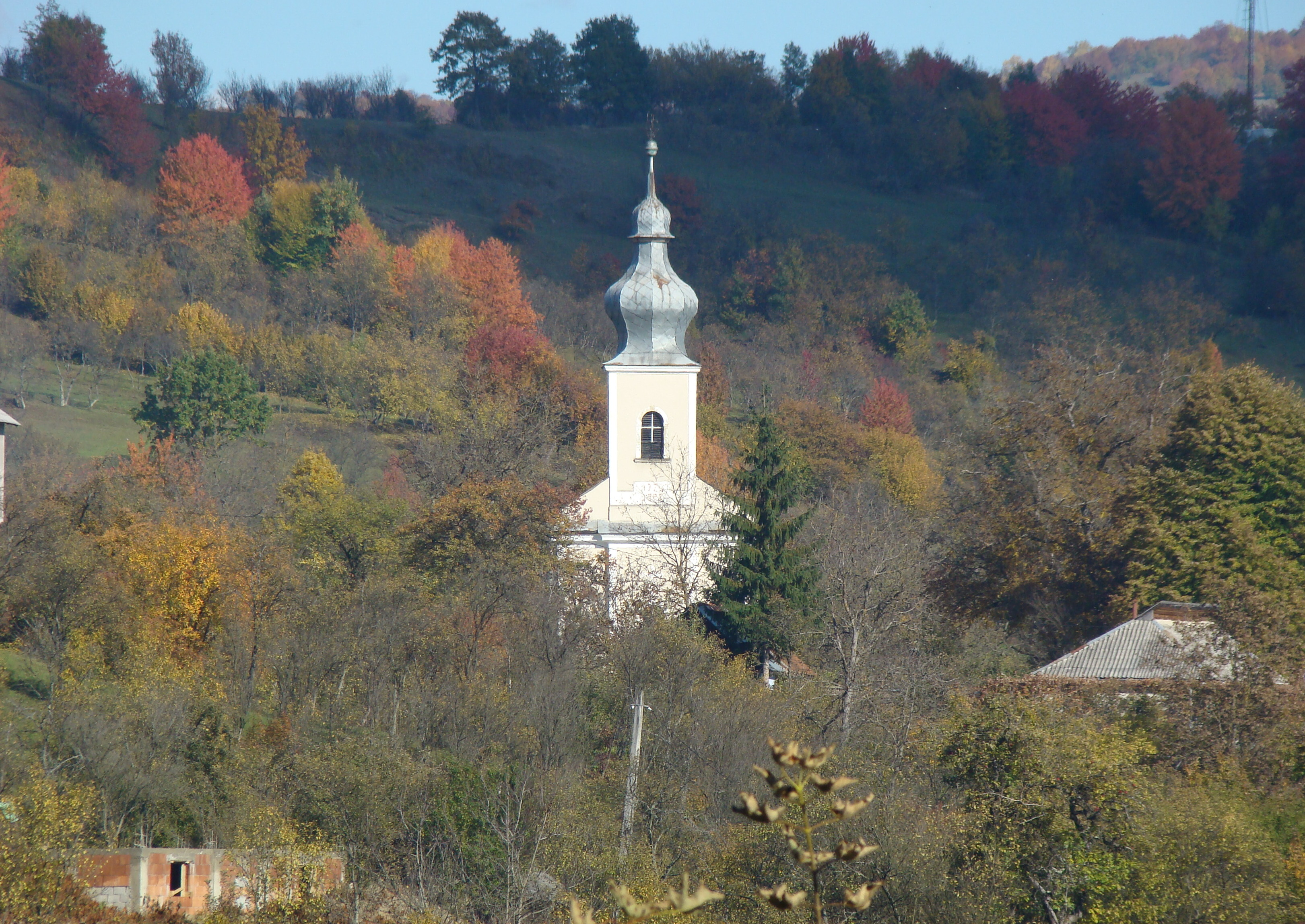
міні